# La Grange au Lac
La Grange au Lac est un auditorium de musique appartenant à Évian Resort, situé dans la commune de Neuvecelle (proche d'Évian-les-Bains) et inauguré en mai 1993. Cet espace, qui peut accueillir 1 200 spectateurs et 200 musiciens, a été imaginé par l'architecte Patrick Bouchain, concepteur du Théâtre Zingaro, Amphithéâtre de la place de la Concorde pour le défilé du bicentenaire, conçu par Jean-Paul Goude.

## Programmation

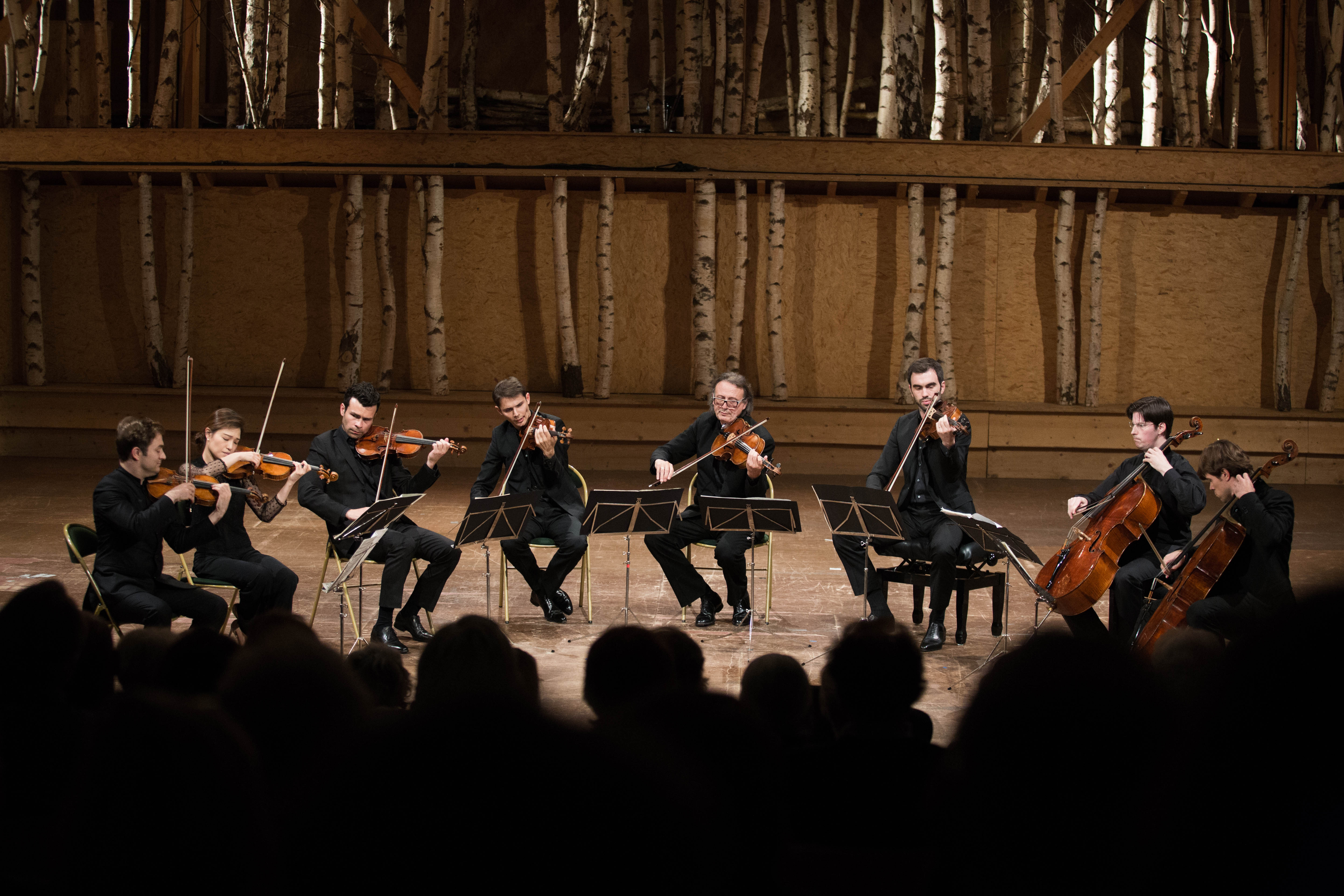
Concert de Renaud Capuçon, Ye Eun Choi, Quatuor Modigliani, Gérard Caussé et Daniel Müller-Schott lors des Rencontres Musicales d'Evian en 2014.

La salle accueille les Rencontres Musicales, créées en 1976.

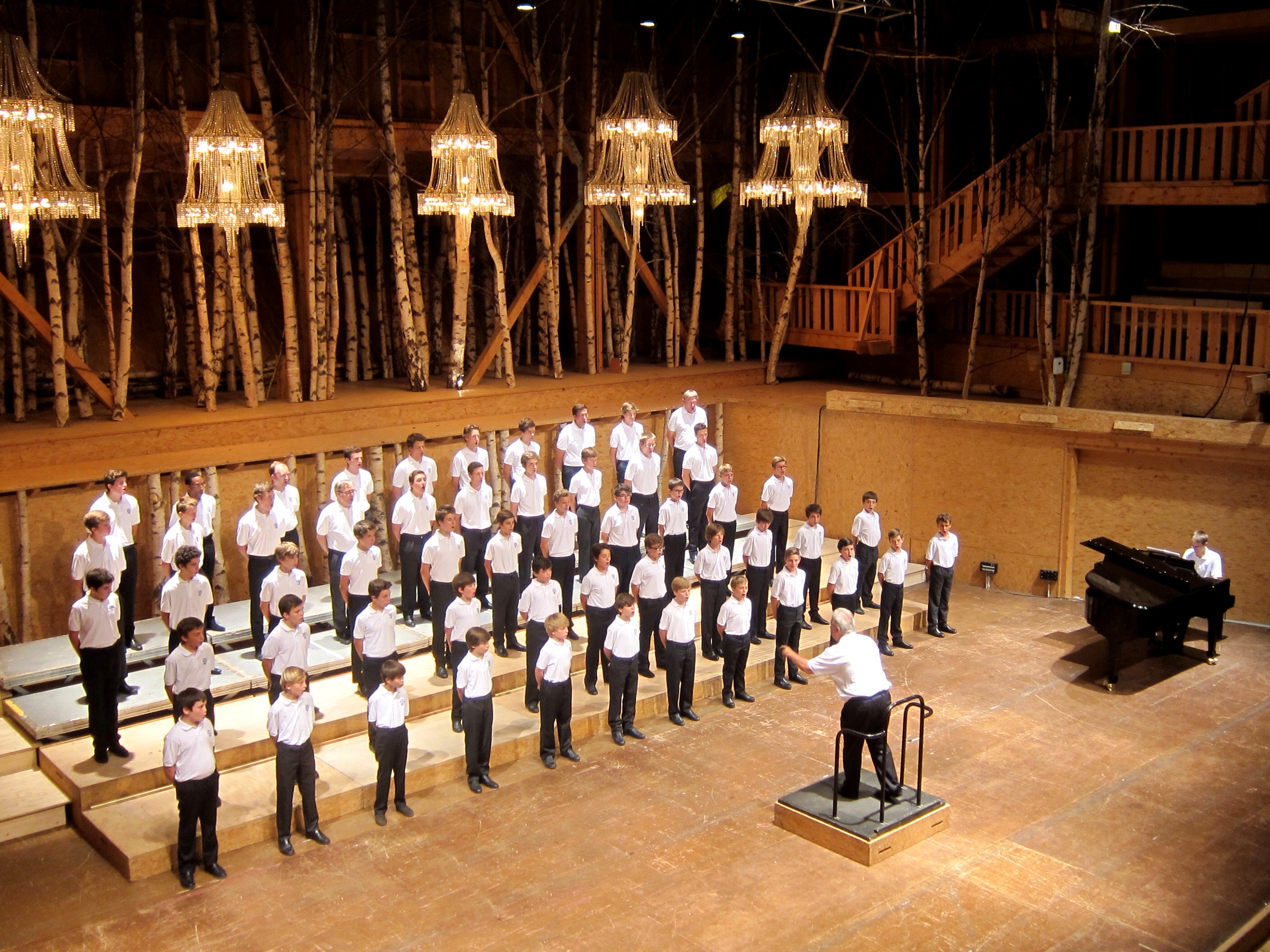
La Maîtrise de Sainte-Croix de Neuilly (The Paris Boys Choir), en concert à la Grange au Lac le 1 août 2014. Direction François Polgár

Tout au long de l'année, la Grange au Lac accueille concerts, chorales, spectacles de musique amplifiés, humoristes et troupes de danses... Parmi les différents artistes qui se sont produits sur scène on peut notamment citer l'Orchestre Philharmonique de Saint Petersbourg, Orchestre National de Lille, Orchestre du Capitol de Toulouse, Orchestre National de Lyon, Yehudi Menuhin, Isaac et David Stern, Emmanuel Krivine, Carlos Nunez, BB King, Ravi Shankar, Alexandre Tharaud, Natalie Dessay, Barbara Hendricks, Victoria Mullova mais aussi Dany Brillant, Dee Dee Bridgewater, William Sheller, Alain Bashung, Adamo, Maxime Le Forestier, Laurent Gerra, Patrick Fiori, Serge Lama, Elie Semoun, Susheela Raman, Ballets Béjart, Cirque acrobatique de Chine, Celtique Legends, Red Hot Chilli Pipers, Liane Foly, Marc Lavoine, Cali, Julien Clerc, Michel Fugain & Pluribus, Vincent Delerm, Philippe Jaroussky, La Maîtrise de Sainte-Croix de Neuilly - The Paris Boys Choir ...

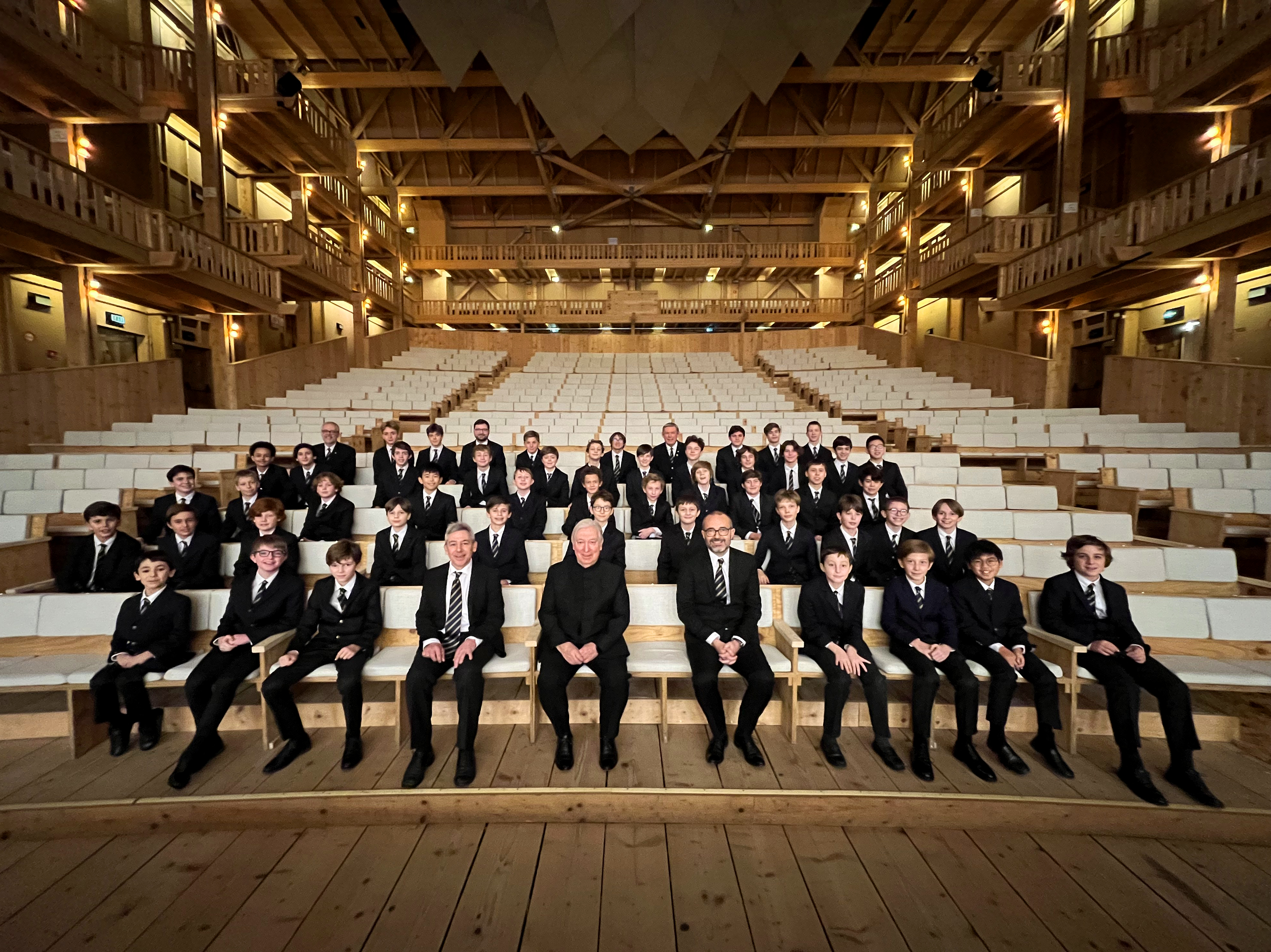
La Maîtrise de Sainte-Croix de Neuilly - The Paris Boys Choir - en concert à la Grange au Lac en décembre 2021. Direction François Polgár

## Historique
La Grange au Lac est considérée comme un cadeau d’Antoine Riboud, alors président de BSN (futur Danone), au violoncelliste Mstislav Rostropovitch, afin d'accueillir les Rencontres musicales d’Évian, dont il sera président entre 1990 et 2000. Ce festival a été fondé par Serge Zehnacker, sous l'impulsion d’Antoine Riboud, en 1976, et le violoncelliste en sera le président à partir de 1987. Sa fille en prendra la direction en 1998.
En 1993, l’architecte parisien Patrick Bouchain et le cabinet BAOS conçoivent ainsi un auditorium de musique à la demande du président du groupe Danone Antoine Riboud. Il abritera le festival rebaptisé « Rencontres Musicales ».
La salle est inaugurée en mai 1993 par Jacques Toubon, ministre de la Culture.
En 2001, les Escales Musicales succèdent aux Rencontres Musicales. Elles ont lieu sur 3 jours. Laurence Dale en est le directeur artistique.
Depuis 2012, « Musique à la Grange au Lac » est programmée par la Maison des Arts Thonon-Evian d'octobre à juin avec le partenariat d'Evian Resort et de l'Orchestre des Pays de Savoie (OPS) qui en a fait l'une de ses résidences,.
En 2014, le groupe Danone décide de relancer le festival de musique classique créé en 1976 par Antoine Riboud. Les nouvelles "Rencontres Musicales" auront lieu en juillet, sous la direction artistique du Quatuor Modigliani.

## Architecture
L'édifice a été élaboré par l'architecte français Patrick Bouchain et le cabinet BAOS. Sa construction aura duré sept mois, d'octobre 1992 à mai 1993. C'est un volume simple de 22 m de largeur par 47 m de longueur et 15 m de haut, auquel se raccrochent les escaliers, les galeries et les loges qui le complètent. Un ensemble de 14 fermes identiques détermine le système constructif de la charpente. Antoine Riboud, qui finançait le projet, avait annoncé « Pas plus cher qu'un cirque ! », l'ensemble coûtera un peu moins de dix millions de francs (2 117 000 €).
Mstislav Rostropovich avait dans l'idée que cette future salle ressemble à la tente de Yehudi Menuhin à Gstaad.
La Grange au Lac a été construite dans le parc de mélèzes d'Évian Resort surplombant le lac Léman. Elle se situe entre l'Hôtel Ermitage et l'Hôtel Royal appartenant également à Évian Resort. 
Elle a été réalisée en pin et en cèdre rouge, s'inspirant des granges montagnardes. Cependant, beaucoup y voient une datcha dans un environnement alpin,.
La scène, d'une superficie de 260 m2, est entourée par une haie de bouleaux séchés. Pour obtenir une grande qualité acoustique, les concepteurs du projet ont travaillé en étroite collaboration avec l'acousticien Albert Yaying Xu. Au plafond, une gigantesque feuille d'aluminium assure la bonne diffusion du son, en effet la disposition et la mise en œuvre de cet abat-son évite ainsi tout phénomène d'écho. L'éclairage se fait par six lustres en cristal de Murano et de Bohème. Et en souvenir des forêts de la lointaine Russie 120 bouleaux coupés entourent la scène.
Un dais d'accueil extérieur (le Préau), pouvant accueillir lors de concerts une billetterie, des vestiaires, une boutique, a été construit dans le prolongement des escaliers couverts.

## Sources et références
1. 1 2  Frédéric Pfeffer et Joëlle Héraud, Hauts lieux musicaux d'Europe, Autrement, 1988, 572 p., p. 219
2. ↑  Éric Dahan, « Rencontres musicales d'Evian. Inédit en France, l'accompagnement musical en direct du premier film-opéra séduit », Libération,‎ 24 juillet 1998.
3. 1 2 3  Michèle Leloup, « Patrick Bouchain
"Pour faire avancer l'architecture, il faut de l'audace" », L'Express,‎ 13 juin 2005 (Article consulté en ligne le 11 septembre 2012).
4. ↑  Martine Regnier, « L’orchestre des pays de Savoie s’installe à la Grange au lac, La saison s’annonce riche », Le Dauphiné libéré,‎ 15 avril 2012.
5. ↑  Muguette Berment, « L’orchestre des pays de Savoie s’installe à la Grange au lac, La saison s’annonce riche », Le Messager,‎ 21 juin 2012.
6. ↑  Jacques Drillon, « Rencontres musicales d'Evian - Rostro dans sa datcha », Le Nouvel Observateur,‎ 2 juin 1994.
7. ↑  « La prestigieuse salle de la Grange au Lac », Le Dauphiné libéré,‎ 5 juin 2011.

Autres sources :
- Marie-Ève Férérol et Gilles Durand, « Le tourisme, positionnement stratégique au sein d’une métropole : le choix d’Évian vis-à-vis de la métropole transfrontalière franco-valdo-genevoise », L'Information géographique, vol. 73, no 3,‎ 2009, p. 23-45 (ISBN 978-2-2009-2579-6)
- Paul Guichonnet, Nouvelle encyclopédie de la Haute-Savoie : Hier et aujourd'hui, Montmélian, La Fontaine de Siloé, 2007, 399 p. (ISBN 978-2-84206-374-0, lire en ligne), p. 377.
- « Rostropovitch à Évian », L'Express,‎ 13 mai 1995 (Article en ligne, consultez en ligne le 11 septembre 2012)
- Bénévent Tosseri, « À Evian, retour aux sources pour la Grange au Lac », La Croix,‎ 9 janvier 2013 (lire en ligne)